# 斯圖萊島
斯圖萊島是蘇格蘭的島嶼，位於南尤伊斯特島以東的大西洋海域，屬於外赫布里底群島的一部分，面積0.45平方公里，最高點海拔高度40米，島上無人居住。
57°11′29″N 7°14′59″W / 57.19138°N 7.24976°W